# Scorpaena
A Scorpaena sok tagot magába foglaló tengeri halakból álló nem.
Az alábbi felsorolás (nem teljes körű) szerinti fajok tartoznak a Scorpaena nembe:
- Scorpaena afuerae
- Scorpaena agassizii
- Scorpaena albifimbria
- Scorpaena angolensis
- Scorpaena annobonae
- Scorpaena ascensionis
- Scorpaena azorica
- Scorpaena bergii
- Scorpaena brachyptera
- Scorpaena brasiliensis
- Scorpaena brevispina
- Scorpaena calcarata
- Scorpaena canariensis
- Scorpaena cardinalis
- Scorpaena cocosensis
- Scorpaena colorata
- Scorpaena cookii
- Scorpaena dispar
- Scorpaena elachys
- Scorpaena elongata
- Scorpaena fernandeziana
- Scorpaena gasta
- Scorpaena gibbifrons
- Scorpaena grandicornis
- Scorpaena grandisquamis
- Scorpaena grattanica
- Scorpaena guttata
- Scorpaena hatizyoensis
- Scorpaena hemilepidota
- Scorpaena histrio
- Scorpaena inermis
- Scorpaena isthmensis
- Scorpaena izensis
- Scorpaena laevis
- Scorpaena loppei
- Scorpaena maderensis
- Scorpaena melasma
- Scorpaena mellissii
- Scorpaena miostoma
- Scorpaena moultoni
- Scorpaena mystes
- Scorpaena neglecta
- Scorpaena normani
- Scorpaena notata
- Scorpaena onaria
- Scorpaena orgila
- Scorpaena papillosa
- Scorpaena pascuensis
- Scorpaena pele
- Scorpaena pepo
- Scorpaena petricola
- Scorpaena plumieri
- Scorpaena porcus
- Scorpaena russula
- Scorpaena scrofa
- Scorpaena sonorae
- Scorpaena stephanica
- Scorpaena sumptuosa
- Scorpaena thomsoni
- Scorpaena tierrae
- Scorpaena uncinata

## Fordítás
- Ez a szócikk részben vagy egészben  a   Scorpaena című angol Wikipédia-szócikk fordításán alapul.  Az eredeti cikk szerkesztőit annak laptörténete sorolja fel. Ez a jelzés csupán a megfogalmazás eredetét és a szerzői jogokat jelzi, nem szolgál a cikkben szereplő információk forrásmegjelöléseként.